# Гебке (нижний приток Рура)
Гебке (нем. Gebke) — река в Германии, протекает по земле Северный Рейн-Вестфалия. Правый приток реки Рур.

## География
Исток реки Гебке находится севернее города Мешеде в национальном парке Арнсбергер-Вальд. Река течёт на юго-запад и впадает в Рур восточнее местечка Веннемен (района города Мешеде).
Площадь бассейна реки составляет 6,956 км². Длина реки — 7,4 км. Высота истока составляет 529 м, высота устья — 240 м. Средний уклон реки составляет 39,1 ‰.